# 더 페이스 (잡지)
더 페이스(The Face)는 영국의 음악, 패션 및 문화에 대해 다룬 월간지로 1980년부터 2004년까지 발간되었고, 2019년에 재출시하였다.
1980년 5월 뉴 뮤지컬 익스프레스와 스매시 히츠의 편집장을 맡았던 닉 로건이 창간하였다. 1990년대 초반 잡지의 명예훼손 손해배상 판결로 폐간될 뻔한 위기에서 가까스로 살아남았으나 발행 부수가 줄어들면서 2004년에 발행이 중단됐다. 케이트 모스의 슈퍼모델로서의 경력이 시작된 잡지로서 폐간 후 수많은 박물관 전시회의 주제가 되었다.
2019년 4월, 케랑! 및 믹스맥 등을 발간하는 웨이스티드 탤런트가 theface.com이라는 이름의 온라인으로 재런칭하였으며, 바우어 미디어 그룹으로부터 2017년 이름에 관한 권리를 인수했다. 신판의 첫 피지컬 호는 2019년 9월 13일 발매되었다.

## 편집장
- 닉 로건 1980~1990
- 셰릴 개럿 1990~1995
- 리처드 벤슨 1995~1998
- 애덤 히긴보섬 1998~1999
- 조니 데이비스 1999~2002
- 닐 스티븐슨 2002~2004
- 스튜어트 브럼핏 2019~2020
- 매슈 화이트하우스 2020~현재